# Telvista
Grupo Telvista, S.A. de C.V. es una empresa mexicana y proveedora internacional en atender a los clientes por llamadas telefónicas, resolviendo los problemas y necesidades del cliente de diferentes empresas. La empresa tiene su sede en la ciudad de Tijuana, Baja California. Actualmente, es una filial de la empresa de telecomunicaciones América Móvil.

## Historia
La empresa Telvista se fundó en 1998 con el propósito de enfocarse en las soluciones de atención al cliente,  soporte técnico y en las ventas. Actualmente, Telvista atiende clientes de empresas del sector financiero, telecomunicaciones, turístico, farmacéutico, automotor y tecnológico. También ha expandido sus operaciones en Mexicali, Baja California y dos en la Ciudad de México y en Dallas, Texas, Estados Unidos.

## Reconocimientos
La empresa cuenta con una gran cantidad de reconocimientos laborales entre ellos:
- ISO 9001 (2015): este reconocimiento identifica que el HITSS reconoce que Telvista cumple con los servicios que favorece al cliente a base del proceso aplicado.

- ISO/IEC 20000 (2011): El reconocimiento identifica que HITSS reconoce a Telvista como una empresa de calidad.

- México Sites: Este reconocimiento se le otorgó a Telvista por ser una empresa que tiene la capacidad cuantitativa para cumplir sus objetivos de negocio y necesidades de rendimiento.